# Namibische Cricket-Nationalmannschaft in Simbabwe in der Saison 2022
Die Tour der namibischen Cricket-Nationalmannschaft nach Simbabwe in der Saison 2022 fand vom 17. bis zum 24. Mai 2022 statt. Die internationale Cricket-Tour war Bestandteil der Internationalen Cricket-Saison 2022 und umfasste fünf Twenty20s. Namibia gewann die Serie 3–2 und konnte so erstmals gegen ein Vollmitglied des ICC eine bilaterale T20-Serie gewinnen.

## Vorgeschichte
Für beide Mannschaften war es die erste Tour der Saison. Es ist die erste bilaterale Tour, die die beiden Mannschaften gegeneinander bestreiten. Das bisher einzig offizielle Aufeinandertreffen der beiden Mannschaften fand beim Cricket World Cup 2003 statt.

## Stadien
Die folgenden Stadien wurden für die Tour als Austragungsort vorgesehen.
| Stadion            | Stadt    | Kapazität | Spiele      |
| ------------------ | -------- | --------- | ----------- |
| Queens Sports Club | Bulawayo | 9.000     | 1. – 5. T20 |

## Kaderlisten
Die Mannschaften gaben vor der Tour folgende Kader bekannt.
| Test | Test |
| Simbabwe | Namibia |
| --- | --- |
| - Craig Ervine (K) - Ryan Burl - Regis Chakabva - Tendai Chatara - Tanaka Chivanga - Brad Evans - Luke Jongwe - Innocent Kaia - Wesley Madhevere - Tadiwanashe Marumani - Ernest Masuku - Brandon Mavuta - Tony Munyonga - Richmond Mutumbami - Victor Nyauchi - Sikandar Raza - Milton Shumba - Donald Tiripano | - Gerhard Erasmus (K) - JJ Smit (VK) - Jan Frylinck - Zane Green - Divan la Cock - Dylan Leicher - Jan Nicol Loftie-Eaton - Tangeni Lungameni - Bernard Scholtz - Ben Shikongo - Ruben Trumpelmann - Michael van Lingen - David Wiese - Craig Williams - Pikky Ya France |

## Twenty20 Internationals

### Erstes Twenty20 in Bulawayo
| 17. Mai Scorecard | Bulawayo | Simbabwe 153-4 (20)         | – | Namibia 146-5 (20) |
|                   |          | Simbabwe gewinnt mit 7 Runs |   |                    |

Simbabwe gewann den Münzwurf und entschied sich als Schlagmannschaft zu beginnen. Nachdem die Eröffnungs-Batter Wessley Madhevere mit 23 Runs und Regis Chakabhava mit 15 Runs ausgeschieden waren, konnte sich die Partnerschaft zwischen Kapitän Craig Ervine und Sikandar Raza etablieren. Raza verlor nach 37 Runs sein Wicket, während Ervine das Innings ungeschlagen mit einem Half-Century über 55* Runs beenden konnte. Bester namibischer Bowler war Bernhard Scholtz mit 2 Wickets für 19 Runs. Für Namibia schied von den Eröffnungsbattern Craig Williams nach 25 Runs aus, während Divan la Cock sich etablieren konnte. Nachdem zwei weitere Wickets früh fielen, fand er Zane Green für eine weitere Partnerschaft. La Cock schied nach einem Half-Century über 66 Runs aus und wurde durch David Wiese ersetzt. Green verlor nach 19 Runs im letzten Over sein Wicket und der mit 14* Runs ungeschlagene Wiese war nicht in der Lage das Spiel noch zu gewinnen. Bester simbabwischer Bowler war Milton Shumba mit 3 Wickets für 16 Runs. Als Spieler des Spiels wurde Craig Ervine ausgezeichnet.

### Zweites Twenty20 in Bulawayo
| 19. Mai Scorecard | Bulawayo | Simbabwe 122-8 (20)           | – | Namibia 124-2 (18) |
|                   |          | Namibia gewinnt mit 8 Wickets |   |                    |

Simbabwe gewann den Münzwurf und entschied sich als Schlagmannschaft zu beginnen. Das Team verlor früh mehrere Wickets und es dauerte bis zum vierten Schlagmann bis Donald Tiripano 18 Runs erreichte. Nach ihm bildete sich eine Partnerschaft zwischen Milton Shumba und Tony Munyonga, die nach 46 Runs endete als Munyonga nach 23 Runs sein Wicket verlor. Ihm folgte Ryan Burl der, nachdem Shumba nach 29 Runs ausschied, das Inning ungeschlagen mit 16* Runs beendete und so eine Vorgabe von 123 Runs ermöglichte. Bester Bowler für Namibia war David Wiese mit 3 Wickets für 27 Runs. Von den namibischen Eröffnungs-Battern konnte sich Craig Williams etablieren, der zusammen mit dem dritten Schlagmann, Gerhard Erasmus eine Partnerschaft über 645 Runs erreichte. Nachdem Erasmus nach 36 Runs ausgeschieden war, folgte ihm David Wiese, der zusammen mit Williams im zwei Over vor Schluss die Vorgabe einholte. Williams erzielte dabei ein Half-Century über 62* Runs und Wiese 13* Runs. Die simbabwischen Wickets wurden durch Luke Jongwe und Tendai Chatara erzielt. Als Spieler des Spiels wurde Craig Williams ausgezeichnet.

### Drittes Twenty20 in Bulawayo
| 21. Mai Scorecard | Bulawayo | Namibia 128-8 (20)             | – | Simbabwe 129-2 (17.1) |
|                   |          | Simbabwe gewinnt mit 8 Wickets |   |                       |

Namibia gewann den Münzwurf und entschied sich als Schlagmannschaft zu beginnen. Von den Eröffnungs-Battern konnte Divan la Cock 14 Runs erzielen. Ihm folgten Jan Nicol Loftie-Eaton mit 28 Runs, Kapitän Gerhard Erasmus mit 25 Runs und Zane Green 20 Runs. Die weiteren Batter konnten mit kleineren Beiträgen eine Vorgabe von 129 Runs erreichen. Beste simbabwische Bowler waren Sikandar Raza mi 3 Wickets für 16 Runs und Tendai Chatara mit 3 Wickets für 28 Runs. Für Simbabwe konnte sich Eröffnungs-Batter Wessley Madhevere etablieren. An seiner Seite erzielte Innocent Kaia 19 Runs, bevor er mit Regis Chakabva, der 24* Runs erreichte die Vorgabe drei Over vor Ende einholen konnte und dabei ein half-Century über 79* Runs erreichte. Die Wickets für Namibia erzielten Jan Frylinck und Bernard Scholtz. Als Spieler des Spiels wurde Wessley Madhevere ausgezeichnet.

### Viertes Twenty20 in Bulawayo
| 22. Mai Scorecard | Bulawayo | Simbabwe 157-8 (20)           | – | Namibia 161-4 (20) |
|                   |          | Namibia gewinnt mit 6 Wickets |   |                    |

Namibia gewann den Münzwurf und entschied sich als Feldmannschaft zu beginnen. Von den Eröffnungs-Battern von Simbabwe konnte sich zunächst Wessley Madhevere etablieren. An seiner Seite erzielte Kapitän Craig Ervine 22 Runs, bevor kurz darauf auch Madhevere nach einem Half-Century über 50 Runs ausschied. Daraufhin kam Sikandar Raza auf das Feld und fand mit Richmond Mutumbami einen Partner. Raza verlor nach 15 Runs sein Wicket und wurde durch Luke Jongwe ersetzt. Mutumbami schied nach 27 Runs aus und Jongwe verlor mit dem letzten Ball sein Wicket nach 19 Runs. Bester namibischer Bowler war Bernard Scholtz. Für Namibia konnte sich zunächst Michael van Lingen etablieren. Nachdem an seiner Seite Jan Nicol Loftie-Eaton 19 Runs erreicht hatte, konnte von Lingen eine Partnerschaft mit Gerhard Erasmus aufbauen. Van Lingen schied nach einem Fifty über 51 Runs aus un Erasmus gelang es dann die Vorgabe nach einem Half.Century über 59* Runs einzuholen. Bester simbabwischer Bowler war Luke Jongwe mit 2 Wickets für 35 Runs. Als Spieler des Spiels wurde Gerhard Erasmus ausgezeichnet.

### Fünftes Twenty20 in Bulawayo
| 24. Mai Scorecard | Bulawayo | Namibia 127-8 (20)          | – | Simbabwe 95 (19.1) |
|                   |          | Namibia gewinnt mit 32 Runs |   |                    |

Simbabwe gewann den Münzwurf und entschied sich als Feldmannschaft zu beginnen. Von den namibischen Eröffnungs-Battern konnte sich Craig Williams etablieren. Dieser konnte 48 Runs erreichen, bevor in einer Partnerschaft zwischen Jan Frylinck mit 15 Runs und Ruben Trumpelmann mit 19* Runs eine Vorgabe von 128 aufgestellt wurde. Beste simbabwische Bowler mit jeweils 2 Wickets waren Wessley Madhevere für 15 Runs, Luke Jongwe für 16 Runs und Sikandar Raza für 18 Runs. Für Simbabwe war Tony Munyonga mit 28 Runs der beste Schlagmann und so verpasste das Team die Vorgabe deutlich. Beste namibische Bowler waren Gerhard Erasmus mit 2 Wickets für 9 Runs und Jan Frylinck miz 2 Wickets für 25 Runs. Als Spieler des Spiels wurde Craig Williams ausgezeichnet.

## Auszeichnungen

### Player of the Series
Als Player of the Series wurden der folgende Spieler ausgezeichnet.
| Serie   | Player of the Series |
| ------- | -------------------- |
| Tweny20 | –                    |

### Player of the Match
Als Player of the Match wurden die folgenden Spieler ausgezeichnet.
| Spiel       | Player of the Match |
| ----------- | ------------------- |
| 1. Twenty20 | Craig Ervine        |
| 2. Twenty20 | Craig Williams      |
| 3. Twenty20 | Wesley Madhevere    |
| 4. Twenty20 | Gerhard Erasmus     |
| 5. Twenty20 | Craig Williams      |